# Rush City
Rush City és una població dels Estats Units a l'estat de Minnesota. Segons el cens del 2000 tenia 2.102 habitants.

## Demografia
Segons el cens del 2000, Rush City tenia 2.102 habitants, 705 habitatges, i 461 famílies. La densitat de població era de 266,1 habitants per km².
Dels 705 habitatges en un 39,4% hi vivien nens de menys de 18 anys, en un 45% hi vivien parelles casades, en un 14,9% dones solteres, i en un 34,5% no eren unitats familiars. En el 28,5% dels habitatges hi vivien persones soles el 13,5% de les quals corresponia a persones de 65 anys o més que vivien soles. El nombre mitjà de persones vivint en cada habitatge era de 2,54 i el nombre mitjà de persones que vivien en cada família era de 3,06.
Per edats la població es repartia de la següent manera: un 26,3% tenia menys de 18 anys, un 11,9% entre 18 i 24, un 33,9% entre 25 i 44, un 14,2% de 45 a 60 i un 13,7% 65 anys o més.
L'edat mediana era de 32 anys. Per cada 100 dones de 18 o més anys hi havia 120,5 homes.
La renda mediana per habitatge era de 34.219 $ i la renda mediana per família de 40.380 $. Els homes tenien una renda mediana de 31.750 $ mentre que les dones 21.813 $. La renda per capita de la població era de 14.668 $. Entorn del 10,2% de les famílies i l'11,6% de la població estaven per davall del llindar de pobresa.

## Poblacions més properes
El següent diagrama mostra les poblacions més properes.